# Javier Soria
Javier Soria (Lima, 15 de dezembro de 1974) é um ex-futebolista peruano que atuava como meia.

## Carreira
Javier Soria integrou a Seleção Peruana de Futebol na Copa América de 1999.